# Обсерватория института Лормана
Обсерватория института Лормана — астрономическая обсерватория, основанная в 1913 году в городе Дрезден, Германия при Дрезденском техническом университете. В 1975 году была построена загородная обсерватория, где был уставлен астрограф. А в 2007 году был введен в строй в дали от городской засветки 60-см рефлектор оснащенный ПЗС-камерой.

## Руководители обсерватории
- 1956—1975 — Ганс-Ульрих Сандиг[нем.]
- 1975—1995 — Klaus-Günter Steinert
- С 1995 года — Michael Soffel

## Инструменты обсерватории
- 10-дюймовый рефрактор

## Направления исследований
- Геодезия
- Астрометрия